# Ostroměř (hradiště)
Ostroměř je raně středověké hradiště u stejnojmenné vesnice v okrese Jičín v Královéhradeckém kraji. Osídleno bylo od druhé poloviny devátého do dvanáctého století a jeho pozůstatky jsou chráněny jako kulturní památka.

## Historie
Nejstarší využití ostrožny, na které bylo v raném středověku postaveno hradiště, pochází z neolitu, z doby bronzové (slezskoplatěnická kultura) a doby halštatské. Plocha hradiště byla poprvé osídlena ve druhé polovině devátého století. V desátém století stál na akropoli dvorec opevněný palisádou, jejíž základový žlab byl doložen archeologickým výzkumem. Přibližně na přelomu desátého a jedenáctého století bylo hradiště přestavěno. Dvorec tehdy už nestál a přes jeho areál vedla nově vybudovaná hradba. Úprava opevnění pravděpodobně souvisela s poklesem významu hradiště, protože od té doby až do dvanáctého století zůstala osídlena jen akropole. Ve vrcholném středověku se na ploše hradiště nacházela ves Hradišťko.
První výzkumy na ostroměřském hradišti vedl František Petera Rohoznický v šedesátých letech devatenáctého století. Kromě něj je popsali Jan Erazim Vocel a Lubor Niederle. V osmdesátých a devadesátých letech dvacátého století proběhl malý archeologický výzkum vedený Jiřím Kalferstem a Jiřím Siglem.

## Stavební podoba
Severně od vesnice Ostroměř se nachází hřbet Mlázovický chlum, z něhož vybíhá stupňovitý výběžek obtékaný Javorkou. Na něm se v nadmořské výšce 264–340 metrů nachází pozůstatky hradiště s délkou až 800 metrů a šířkou pohybující se od 250 do 600 metrů. Opevněná plocha měřila asi třicet hektarů a její velkou část poškodily lomy a provoz cihelny.
Novodobé zásahy způsobily zánik značné části původního opevnění zejména na severovýchodě a jihozápadě. Torzo jižní obvodové hradby má podobu pouhé vysoké meze. Lépe jsou dochované dvě linie příčného opevnění táhnoucího se ve směru sever–jih. Na západě je patrný až šestnáct metrů široký příkop a val, jehož výška dosahuje asi deseti metrů. Šířka valu se pohybuje od deseti do patnácti metrů. V příčných profilech valu je možné pozorovat fragmenty vnitřní konstrukce z pískovcových kamenů. Dochovaly se také menší valy, které vymezují prostor akropole s plochou 1,5–2 hektary. Archeologicky zde byla doložena existence příkopu, za nímž se nacházela šedesát až sedmdesát centimetrů široká berma. Za ní stávala asi 2,5 metru široká hradba s roštovou konstrukcí a čelní kamennou plentou o šířce sedmdesát centimetrů. Vnitřní stranu hradby tvořila nejspíše dřevěná stěna.